# Homúnculo cortical

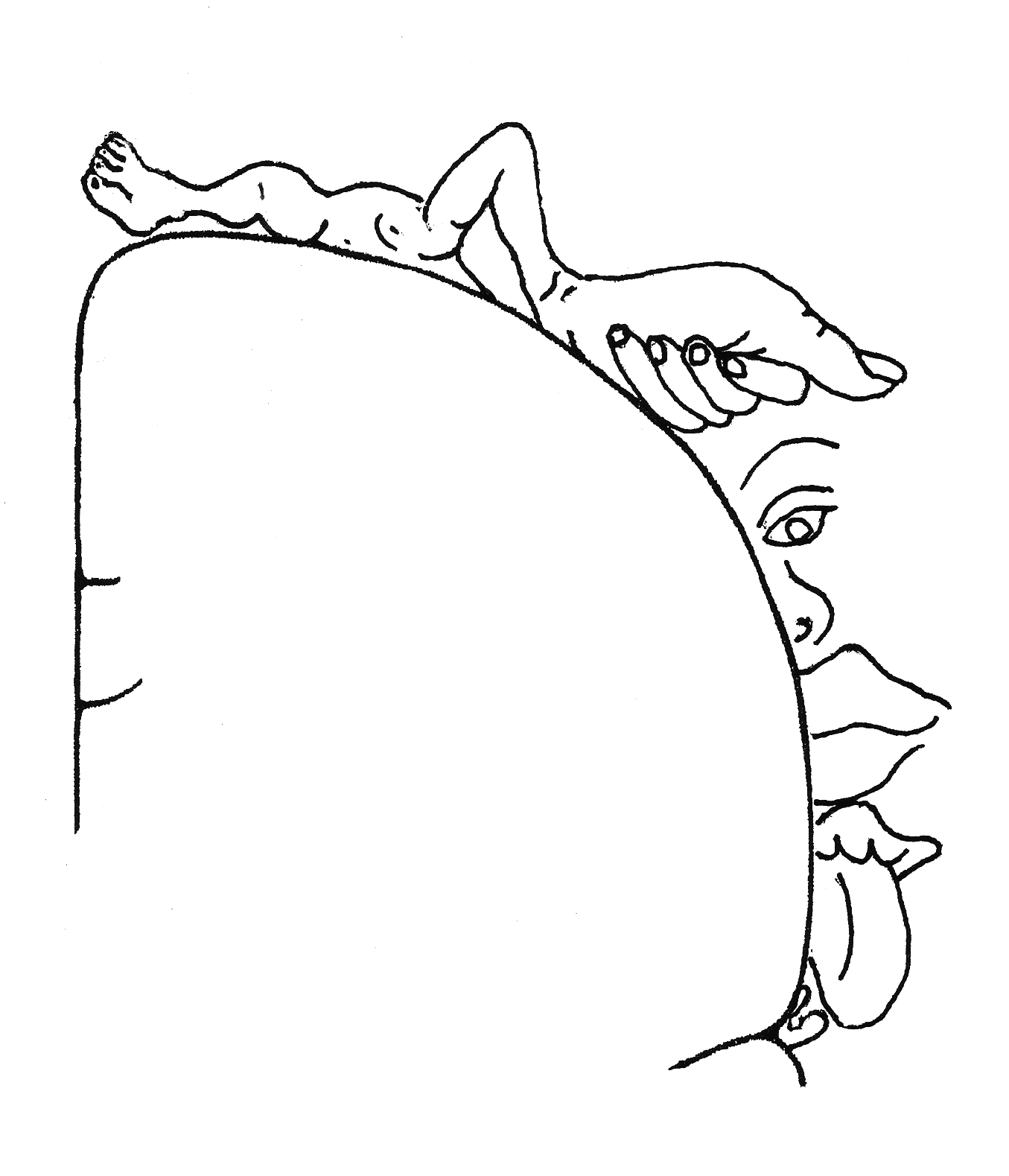
La idea del homúnculo cortical fue creada por Wilder Penfield.

Un homúnculo cortical o de Penfield es una representación pictórica de las divisiones anatómicas de la corteza motora primaria y la corteza somatestésica primaria, por ejemplo, de la porción del cerebro humano directamente responsable del movimiento y el intercambio de información sensorial y motora del cuerpo.
El homúnculo cortical es una representación visual del concepto "el cuerpo dentro del cerebro", de que la mano o cara de uno existe tanto como una serie de estructuras nerviosas o un "concepto neuronal", como de forma física. Este concepto se relaciona con muchos fenómenos neuro-biológicos incluyendo el miembro fantasma y el desorden de identidad de la integridad corporal.

## Tipos
Hay dos tipos de homúnculos: sensorial y motor. Cada uno muestra una representación de cuanto de su respectiva corteza inerva ciertas partes del cuerpo. La corteza somestésica primaria (sensorial) concierne señales dentro del giro postcentral provenientes del tálamo, y la corteza motora primaria concierne señales dentro del giro precentral provenientes del área premotora de los lóbulos frontales. Estas son luego transmitidas desde los giros hacia el tronco del encéfalo y la médula espinal vía los correspondientes nervios sensoriales o motores.
En el lóbulo parietal en el giro postcentral se encuentra una representación de todo el cuerpo humano. Aquellas regiones del cuerpo que tienen mayor sensibilidad tienen una mayor área o superficie de representación. A esta representación se le denomina homúnculo sensorial.
En el lóbulo frontal en el giro precentral se encuentra una representación de todo el cuerpo humano denominada homúnculo motor (motricidad fina).
La imagen resultante es un humano grotescamente desfigurado con manos, labios, y cara desproporcionadamente enormes en comparación con el resto del cuerpo. Debido a las habilidades motoras refinadas y nervios sensitivos encontrados en estas particulares partes del cuerpo, son representadas como más grandes en el homúnculo. Una parte del cuerpo con menos conexiones sensoriales y/o motoras con el cerebro es representada de apariencia más pequeña.

## Desarrollo
El Dr. Wilder Penfield usó una imagen similar para representar el cuerpo de acuerdo con las áreas de la corteza motora que lo controlan en movimiento voluntario. Algunas veces considerado como el mapa cerebral del cuerpo, el homúnculo motor es en realidad un mapa de la asociación proporcional de la corteza con miembros del cuerpo. También refleja la propiocepción cinestésica, el cuerpo según se siente en movimiento.
Tiene un papel central en el fenómeno del miembro fantasma y sus opuestos tales como la desaparición de miembros del cuerpo de la percepción consciente en ciertos tipos de daño cerebral. Como el homúnculo sensorial, el homúnculo motor se ve distorsionado. Por ejemplo el dedo pulgar, que es usado en miles de actividades complejas, se ve mucho más grande que el muslo con su movimiento relativamente simple.
El homúnculo motor se desarrolla con el tiempo y difiere de una persona a otra.[cita requerida] La mano en el cerebro de un infante es diferente de la mano en el cerebro de un pianista de concierto. La disparidad se debe a las diferencias en la organización funcional de las áreas asociadas del cerebro, el cual a su vez es influenciado por la anatomía de los músculos efectores de la mano.

## Limitaciones
El homúnculo motor de Penfield, que es normalmente presentado como un diagrama canónico 2D, es en realidad una super-simplificación que no muestra los datos originales que Penfield recogió de pacientes sometidos a cirugía por epilepsia. Esta simplificación parece sugerir que lesiones de la corteza motora darán origen a déficits específicos en músculos específicos. Este no es necesariamente el caso; las lesiones producen déficits en grupos de músculos sinérgicos. Esta diferencia es crítica ya que sugiere que la corteza motora piensa en términos de movimientos en general como librerías enteras en vez de en cómo mover los músculos individuales, permitiendo una muchísima mayor complejidad.